# ألكسي نيكولاييف
ألكسي نيكولاييف (بالأوزبكية: Aleksey Nikolayev)، من مواليد 5 سبتمبر 1979 في أوزباكستان، لاعب كرة قدم أوزباكستاني.
بدأ مسيرته الكروية مع نادي كيزيلكوم زاراشفان في عام 2000، ولعب معهم حتى عام 2002، وشارك معهم في 96 مباراة وسجل 14 هدف، وفي عام 2003 انتقل إلى نادي باختاكور، ولعب معهم حتى عام 2005، وشارك معهم في 72 مباراة وسجل 3 أهداف، وفي عام 2006 انتقل إلى نادي شينيك ياروسلافل الروسي، ولعب معهم مباراتين، ومنذ عام 2006 وهو يلعب مع نادي أكتوبي الكازاخستاني.
و قد بدأ باللعب مع منتخب أوزباكستان لكرة القدم في عام 2002.

## روابط خارجية
- ألكسي نيكولاييف على موقع الاتحاد الدولي (مؤرشف)  (الإنجليزية)
- ألكسي نيكولاييف على موقع قاعدة بيانات كرة القدم.إي يو (الإنجليزية)
- ألكسي نيكولاييف على موقع ناشيونال فوتبول تيمز (الإنجليزية)
- ألكسي نيكولاييف على موقع Soccerway.com (الإنجليزية)